# Islam i Norge
Islam i Norge omfattar den islamiska religionens utbredning i Norge.
Huvuddelen av muslimerna i Norge är Sunnimuslimer, men det finns även Shiagrupper som växte under 2000-talet på grund av invandring ifrån Irak och Afghanistan.
Det största antalet moskéer finns i Oslo och Akershus.

## Trossamfund
Muslimska trossamfund i Norge var 2013 främst baserade på etnisk tillhörighet och gemensamma språk, vilket innebär att turkiska muslimer samlas i en egen moské och irakiska i en annan.

## Demografi
Den muslimska befolkningen i Norge är till största delen invandrare, flyktingar och deras avkomlingar.
Enligt SSB bodde år 2017 runt 250 000 personer i Norge med bakgrund i muslimska länder, vilket motsvarade knappt 5 procent av landets befolkning. Enligt uppskattningar bodde fanns det 148 000 muslimer registrerade i trossamfund Norge år 2017, vilket innebar en fördubbling jämfört med år 2006. Officiellt har Norge inget register över invånarnas religiösa tro eller livsåskådning, men Brønnøysundregistrene upprättades eftersom religiösa trossamfund får statsbidrag baserat på antalet medlemmar.
De största muslimska invandrargrupperna är pakistanier, turkar och marockaner.

### Konvertiter
År 2018 fanns omkring tusen konvertiter till Islam, varav huvuddelen var norska kvinnor som gift sig med muslimska män.

## Slöjor
I juni 2018 förbjöds ansiktstäckande klädsel i skolor vilket gällde både elever och personal och omfattade heltäckande slöjor som niqab och burka. Premiärminister Erna Solberg menade i en intervju att alla som insisterar på att bära ansiktsdöljande slöjor i praktiken är oanställningsbara och att maskering utmanar sociala gränsdragningar i det norska samhället, en utmaning som hon menade skulle mötas med att Norge satte egna gränser.